# Révolution culturelle
La révolution culturelle (en chinois : 文革, pinyin : wéngé), ou  grande révolution culturelle prolétarienne (无产阶级文化大革命, wúchǎn jiējí wénhuà dàgémìng), plus couramment la grande révolution culturelle (文化大革命 wénhuà dàgémìng), (1966-1976), représente l'un des événements marquants de l'histoire de la république populaire de Chine, dont le retentissement international est considérable.
En 1966, Mao Zedong décide de lancer la révolution culturelle afin de consolider son pouvoir en s'appuyant sur la jeunesse et les étudiants du pays. La révolution a été lancée avec l'aide du groupe de la révolution culturelle. Le dirigeant souhaite purger le Parti communiste chinois (PCC) de ses éléments « révisionnistes » et limiter les pouvoirs de la bureaucratie. Les « gardes rouges », groupes de jeunes Chinois inspirés par les principes du Petit Livre rouge, deviennent le bras actif de cette révolution culturelle. Ils remettent en cause toute hiérarchie, notamment la hiérarchie du PCC alors en poste. L'expression politique s'est libérée par le canal des « dazibao », affiches placardées par lesquelles s'expriment les jeunes révoltés. Des modérés comme Liu Shaoqi, Zhou Enlai et Deng Xiaoping sont publiquement pris à partie. La période de chaos qui s'ensuit mène la Chine au bord de la guerre civile, avant que la situation ne soit peu à peu reprise en main par l'Armée populaire de libération qui mène une féroce répression contre le mouvement des gardes rouges. Des membres des « cinq catégories noires » ont été largement persécutés et même tués. Cette agitation permet à Mao de reprendre le contrôle de l'État et du parti communiste. Très peu de temps après sa mort en septembre 1976, les principaux responsables de ce retentissant chaos, la célèbre bande des Quatre, dont l'épouse de Mao, Jiang Qing, sont arrêtés, jugés et lourdement condamnés.
Pendant la révolution culturelle, des dizaines de millions de personnes ont été persécutées, avec un nombre estimé de morts allant de centaines de milliers à 20 millions,,,,,,. Certains auteurs, comme le sinologue Jean-Luc Domenach, ou l'historien Stéphane Courtois dans l'ouvrage collectif Le Livre noir du communisme, estiment le nombre de morts à plusieurs millions. À partir de l'Août rouge de Pékin, des massacres ont lieu à plusieurs endroits, notamment le massacre de Guangxi (un cannibalisme massif s'est produit), de Mongolie-Intérieure, de Guangdong, de cas d'espionnage de Zhao Jianmin, de Daoxian et de Shadian. L'effondrement du barrage de Banqiao, l'une des plus grandes catastrophes technologiques du monde, a également eu lieu pendant la révolution culturelle,,. Les intellectuels, de même que les cadres du parti, sont publiquement humiliés, les mandarins et les élites bafoués, les valeurs culturelles chinoises traditionnelles et certaines valeurs occidentales sont dénoncées au nom de la lutte contre les « Quatre Vieilleries ». Le volet « culturel » de cette révolution tient en particulier à éradiquer les valeurs traditionnelles. C'est ainsi que des milliers de sculptures et de temples (bouddhistes pour la plupart) sont détruits.
En 1978, Deng Xiaoping est devenu le nouveau chef suprême de la Chine et a progressivement démantelé les politiques maoïstes associées à la révolution culturelle en lançant le programme « Boluan Fanzheng ». Deng a commencé une nouvelle phase de la Chine en lançant le programme historique de réformes et d'ouverture. En 1981, le Parti communiste chinois a déclaré que la révolution culturelle était « responsable du revers le plus grave et des pertes les plus lourdes subies par le Parti, le pays et le peuple depuis la fondation de la république populaire de Chine. ».

## Contexte culturel et politique

### Grand Bond en avant (1958-1960)
À la suite des conséquences de la politique économique décidée par Mao lors du Grand Bond en avant de 1958, provoquant entre 15 et 55 millions de morts dans la « Grande famine chinoise », celui-ci quitte son poste de président de la république populaire de Chine. Le Congrès national populaire élit alors Liu Shaoqi comme successeur de Mao Zedong. Même s'il reste officiellement à la tête du Parti communiste chinois (PCC), Mao est peu à peu éloigné de la gestion des affaires économiques du pays, gestion confiée à une élite plus modérée, essentiellement dirigée par Liu Shaoqi, Deng Xiaoping et quelques autres.

### Mouvement d'éducation socialiste (1962-1965)
Au début de 1962, la « Conférence des 7 000 cadres » s'est tenue à Pékin, au cours de laquelle la politique de Mao a été critiquée. Après la conférence, Mao a pris une semi-retraite et a laissé de nombreuses responsabilités à Liu Shaoqi et Deng Xiaoping. Cependant, le désaccord entre Mao et Liu (et Deng) devenait plus aigu, en particulier sur l'appel de Mao à la poursuite de la lutte des classes,.
À partir de l'automne 1962, plusieurs « mouvements répressifs » sont engagés, ils sont connus sous la désignation du Mouvement d'éducation socialiste. Selon le sinologue Jean-Luc Domenach, il s'agit essentiellement de l'épuration de « l'appareil rural ». Cette campagne vise tous les cadres qui, lors de la relative libéralisation des années 1960-1962, se seraient rendus coupables de malversation ou auraient adopté un positionnement jugé trop moderniste. Jean-Luc Domenach indique qu'un million de cadres auraient été épurés.

### Conflit entre Mao Zedong et Liu Shaoqi
Après « l'échec du Grand Bond », Liu Shaoqi décide, en 1960, d'adopter un programme plus modéré et réaliste avec lequel il conduit le redressement économique du pays. Le journaliste chinois Yang Jisheng précise que Liu Shaoqi, prenant conscience des conséquences de la Grande famine, dit à Mao : « Avec autant de morts de faim, l'Histoire retiendra nos deux noms et le cannibalisme sera aussi dans les livres ». Liu Shaoqi et la majorité des cadres du parti refusent de soutenir Mao Zedong dans sa tentative de relancer le processus révolutionnaire avec le Mouvement d'éducation socialiste entre 1962 et 1965. Ces oppositions au sein du parti communiste décident Mao Zedong à enclencher la révolution culturelle.
Les deux hommes s'affrontent, d'abord dans un conflit masqué puis ouvertement lors de la révolution culturelle. Liu Shaoqi est accusé de « suivre la voie capitaliste », il est rétrogradé dans la hiérarchie du parti en août 1966. En octobre de la même année il doit faire son autocritique. En 1967, il est expulsé du parti. Enfin il est chassé de la présidence de la République en octobre 1968. Liu Shaoqi meurt en prison en 1969.

## Historique
Selon l'historiographie chinoise, la révolution culturelle commence en 1966 et s'achève à la mort de Mao Zedong en 1976.
Pour Marie-Claire Bergère, cette présentation « n'est pas dépourvue d'arrière-pensée politique ». La juxtaposition entre la mort de Mao Zedong et la fin de la révolution culturelle met en avant la responsabilité personnelle de l'ancien président dans cette période ou, pour citer l'expression officielle, durant ces « dix années de calamités ». Michel Bonnin indique que cette question n'est pas sans rapport avec la lutte pour le pouvoir qui n'est pas résolue avant 1976 alors que les « contradictions sociales » sont moins tranchées à partir de 1969 après que les gardes rouges eurent été neutralisés et que le parti communiste eut été reconstitué lors du 9e Congrès national du parti. Dès 1967, le sinologue René Viénet indique : « Quand la tendance de Mao a commencé son offensive publique contre les positions solides de ses adversaires, en faisant marcher les étudiants et les enfants des écoles embrigadés, elle ne visait dans l’immédiat aucune sorte de refonte « culturelle » ou « civilisatrice » des masses de travailleurs, déjà serrées au plus fort degré dans le carcan idéologique dans la rue, au service de cette tendance, l’idéologie du régime, qui est, par définition, maoïste ». Pour Alain Peyrefitte, le régime politique chinois se caractérise par « la permanence des conflits entre les dirigeants et le mystère dans lequel ces conflits se déroulent et se résolvent ».

### Une pièce de théâtre:La Destitution de Hai Rui
Le prétexte au déclenchement de la révolution culturelle a été une pièce de théâtre parue en 1961, La Destitution de Hai Rui, de Wu Han, historien et vice-maire de Pékin. À l'instigation de Jiang Qing, une critique écrite par Yao Wenyuan en paraît en novembre 1965 dans un journal de Shanghai, le Wen Hui Bao, reprochant à la pièce de se livrer à une attaque déguisée contre Mao. Au début de l'année 1966, les critiques visent d'autres intellectuels connus.
En mai 1966 se constitue un « groupe de la révolution culturelle du Comité central » qui critique le groupe de Peng Zhen. La circulaire du 16 mai 1966 dénonce tous les « révisionnistes » présents dans la culture, la politique et l'armée du pays. Le 29 mai 1966, la première organisation de gardes rouges vit le jour au sein de l’université Tsinghua. Les gardes rouges étaient des jeunes, pour la plupart des collégiens et étudiants organisés en factions et dont le but était d'appliquer la révolution culturelle, si besoin par la contrainte. Celle-ci avait pour objectif l’élimination des intellectuels et des ennemis politiques de Mao. Cependant, les gardes rouges se divisèrent rapidement selon leur degré de radicalité et s'opposèrent même de façon violente. Les gardes rouges furent rejoints par les exclus du parti, les ouvriers précaires et quelques cadres opportunistes.

### 1966: «La voie de la démocratie»
Le 8 août 1966, le comité central du Parti communiste chinois émit un projet de loi (sans doute rédigé par Mao) concernant les « décisions sur la grande révolution culturelle prolétarienne ». Ce texte constitue une forme de charte de la révolution culturelle. Dans cette « Décision en seize points » le gouvernement chinois se déclarait en faveur d’une purge au sein du parti communiste et parmi les intellectuels. La révolution culturelle visait les « Quatre Vieilleries », c'est-à-dire les traditions et le passé chinois.
« La grande révolution culturelle prolétarienne vise à liquider l’idéologie bourgeoise, à implanter l’idéologie prolétarienne, à transformer l’homme dans ce qu’il a de plus profond, à réaliser sa révolution idéologique, à extirper les racines du révisionnisme, à consolider et à développer le système socialiste.
Nous devons abattre les responsables du parti engagés dans la voie capitaliste. Nous devons abattre les sommités académiques réactionnaires de la bourgeoisie et tous les “monarchistes” bourgeois. Nous devons nous opposer à tous les actes de répression contre la révolution. Nous devons liquider tous les génies malfaisants.
Nous devons extirper énergiquement la pensée, la culture, les mœurs et coutumes anciennes de toutes les classes exploiteuses. Nous devons réformer toutes les parties de la superstructure qui ne correspondent pas à la base économique du socialisme. Nous devons purger la terre de toute la vermine et balayer tous les obstacles ! »
Le texte prévoit que l'on ne devra pas prendre de mesure contre les étudiants et élèves des universités et des écoles (article 7), ce qui assure à la jeunesse une forme d'impunité. Les groupes ne sont pas soumis à l'autorité du parti communiste, mais obéissent à une forme de démocratie de masse avec un système d'élection qui doit être semblable à celui de la Commune de Paris. En revanche, les forces armées continuent d'être soumises au comité central (article 15). Le texte exprime ainsi la « contradiction fondamentale » de la révolution culturelle prise entre la spontanéité des masses et l'autorité de l'État.

### Gardes rouges
La plupart des gardes rouges sont des étudiants et des collégiens. Les critères de recrutement sont multiples. Il peut être tenu compte de la seule bonne conduite politique ou bien de l'origine sociale avec les enfants issus des « cinq Espèces rouges » : fils de paysans pauvres, d'ouvriers, de martyrs, de soldats et de cadres révolutionnaires.
Des millions de gardes rouges venant des quatre coins du pays se rassemblèrent à Pékin. Le 18 août 1966, du haut de Tian'anmen, Mao et Lin Biao firent de fréquentes apparitions pour se faire acclamer par environ un million de gardes rouges. Mao accepta et porta le brassard qui servait d'insigne à l'une des factions de l'école moyenne dépendant de l'université de Qinghua. Le brassard était rouge avec l'inscription Hong Weibing (« gardes rouges ») en lettres dorées. Ce brassard lui fut remis par Song Binbin, la fille d'un des huit immortels du Parti communiste chinois, Song Renqiong. Mao attise la rébellion par ses discours : « on a toujours raison de se révolter » et « nous ne voulons pas la gentillesse, nous voulons la guerre ». Un autre grand rassemblement eut lieu sur la place Tian'anmen le 25 novembre 1966. Le mouvement s'étend à tout le pays à travers les organisations révolutionnaires. Pendant trois ans, jusqu’en 1969, les gardes rouges étendirent leur influence et accélérèrent leurs efforts en vue de « la reconstruction socialiste ». Ils commencèrent en distribuant des prospectus qui expliquaient leur objectif de développement et de renforcement du socialisme et en affichant publiquement des noms de prétendus contre-révolutionnaires. Les gardes rouges instaurèrent progressivement un climat de terreur, perquisitionnant au hasard les maisons pour trouver des preuves compromettantes de « déviance ». Les foyers étaient alors vandalisés ; 150 000 logements furent confisqués rien qu'à Shanghai. Ils organisaient des grandes réunions et écrivaient des pièces de théâtre destinées à édifier le peuple. Ils s'en prenaient aux monuments et aux lieux de culte : plusieurs temples bouddhistes furent détruits ou endommagés ; plusieurs briques de la Grande Muraille furent enlevées pour construire des porcheries. Dans les régions musulmanes de l'ouest, des Corans furent détruits dans de grands autodafés. Déchirer une affiche de Mao Zedong était considéré comme un outrage sacrilège.
Les gardes rouges faisaient faire leur auto-critique en public aux personnes soupçonnées d’idées contre-révolutionnaires, auto-critique qui serait ensuite retenue comme élément à charge lors de leur procès. La plupart de ceux considérés comme contre-révolutionnaires furent exécutés en public à titre d’exemple ou exilés dans des camps de travail, où les morts à la suite de mauvais traitements étaient légion. Plusieurs intellectuels se suicident (Lao She, Fu Lei, Deng Tuo), d'autres sont assassinés. Au total, la « Terreur rouge » fit 1 700 morts à Pékin. Dans son ouvrage Quand la Chine s'éveillera… le monde tremblera, Alain Peyrefitte précise que pratiquement personne n'était certain d'être épargné, membres dirigeants du Parti communiste chinois, hauts fonctionnaires, professeurs. La majorité de ses interlocuteurs, lors de son voyage de 1971, « ont gardé le souvenir d'un cauchemar dont l'angoisse se reflète encore dans le regard ».
En parallèle, les professeurs et les intellectuels sont envoyés dans les campagnes pour être « rééduqués » par le travail manuel. Puis, une fois les gardes rouges neutralisés par l'armée, une fraction très importante de la jeunesse urbaine subira le même sort durant les dix années suivantes (les zhiqings).

### 1967: Les combats du pouvoir politique
La révolution fait peu à peu glisser le pays dans le chaos et la guerre civile, dont l'apogée est atteinte durant l'été 1967. Les exactions des gardes rouges, leurs divisions idéologiques, les rapports de classe expliquent le tournant de la révolution culturelle qui devient confuse. Elle s'étend géographiquement et socialement, surtout lorsque, le 9 décembre 1966, Mao Zedong appelle les ouvriers à prendre une part active aux événements. Le 15 décembre 1966, il incite les villages à faire de même. Le 28 janvier 1967, le dirigeant donne à l'armée un rôle important dans la révolution culturelle et la charge de protéger les usines et de secourir les « vrais révolutionnaires ». Elle doit également établir des comités révolutionnaires.

### Comité révolutionnaire de Shanghai
Pendant l'hiver 1966-1967, Shanghai connaît des troubles politiques et sociaux. Les ouvriers des usines s'engagent dans le mouvement révolutionnaire. Les jeunes révolutionnaires sont d'abord minoritaires, mais ils reçoivent l'appui d'une partie des cadres et de l'armée et prennent le pouvoir. En décembre 1966, la municipalité est renversée. Les rebelles (ouvriers et étudiants) désirent mettre en place un système semblable à la Commune de Paris. Cette « prise de pouvoir » s'étend au reste du pays. Les plus importantes grèves de l'histoire de la ville paralysent la vie économique. Dans les premiers mois de l'année 1967, les gardes rouges et les rebelles se procurent des armes à feu, la production industrielle baisse et l'administration est désorganisée. En février 1967, Chen Yi et le maréchal Ye Jianying critiquent ouvertement la révolution culturelle. Chen Yi est alors violemment pris à partie par les gardes rouges et écarté du pouvoir, malgré la protection de Zhou Enlai. Il gardera néanmoins ses titres mais n'en assurera plus les responsabilités. Zhou Enlai demeure cependant le garant de l'État.

### Appel à l'armée
En janvier 1967, les importantes divisions idéologiques des gardes rouges et leurs terribles exactions contre la population et les infrastructures du pays provoquèrent de très graves divisions dans la population et au sein de l'État, accentuant le risque d'une guerre civile. Cette situation amène Mao Zedoung à prendre la décision le 28 janvier de faire entrer l'Armée Populaire de Libération, seule institution de l'État restée stable et unie, dans la révolution culturelle afin de ramener l'ordre.
Sa mission est double : d'une part, l'armée doit protéger les services vitaux du pays en prenant le contrôle des équipements publics, des moyens de transport, de communication et des unités de protection ; d'autre part, elle doit aider, parmi les différentes factions des gardes rouges, les « vrais révolutionnaires » et leur permettre de prendre le pouvoir. Le sinologue Jacques Guillermaz indique qu'en janvier 1967, une partie de l’armée régulière intervient dans certaines villes (Shanghai, Qingdao, Jinan, Taiyuan, etc.) pour soutenir des « éléments de gauche » et les installer au pouvoir.
Son premier objectif de protection des intérêts vitaux du pays est une réussite. Selon Lin Biao, 400 000 militaires sont affectés à ces tâches. Par contre, l'armée n'apporte pas son « soutien à la gauche maoïste », jugée sectaire et trop radicale, et préfère protéger les « groupes rebelles conservateurs » proche du pouvoir. Les radicaux maoïstes, en perte de vitesse, dénoncent la dictature militaire.

### Incident de Wuhan (juillet 1967)
Les violents combats de juillet 1967 dans la ville industrielle de Wuhan sont emblématiques de cet affrontement idéologique entre la gauche maoïste révolutionnaire et les conservateurs soutenus par l'APL. Ainsi, des groupes d'ouvriers, soutenus par l'armée et les autorités locales, s'opposent à des groupes maoïstes. Les affrontements provoquent des centaines de morts et de blessés. Envoyés par le comité central, Xie Fuzhi et Wang Li sont arrêtés par les autorités et montrés à la population et les membres du comité révolutionnaire mis en état d'arrestation. Les troubles s'étendent à la ville de Canton, engendrant une situation de guerre civile,,.
Le 22 juillet 1967, Jiang Qing, soutenue par Mao, demande aux gardes rouges de prendre la place de l’Armée populaire de libération quand cela devient nécessaire pour protéger la révolution culturelle. À la suite de cette décision, les gardes rouges commencent à voler et à piller les casernes et autres bâtiments de l'armée sans que la hiérarchie militaire ne puisse y mettre un terme avant l’automne 1968. Des affiches apparaissent contre Zhou Enlai. En août 1967, le ministère des affaires étrangères à Pékin est occupé par les gardes rouges et l'ambassade du Royaume-Uni située aussi à Pékin est incendiée. Les intérêts occidentaux sont visés.

### Débuts de la remise en ordre (septembre 1967)
Mao indique en septembre que « rien d'essentiel ne divise la classe ouvrière ». Pourtant, devant l'aggravation de la situation sécuritaire dans le pays, l’armée est à nouveau sollicitée pour museler des groupes d’étudiants d’extrême-gauche. L'armée intervient massivement contre les rebelles maoïstes et les étudiants retournent en cours à la fin de 1967. Le groupe d'extrême-gauche de Wang Li est éliminé. Cependant, les affrontements se poursuivent dans le sud du pays. Wei Guoqing utilise l'artillerie lourde et des bombes au napalm pour réduire les rebelles à Wuzhou, les victimes se comptent par milliers,. À Pékin, les purges sont modérées, les victimes étant souvent liées à Jiang Qing, la femme de Mao. Mais en province plus la rébellion a été importante plus la répression est massive.

### Ouvriers dans les universités
Après le « contre-courant de février », Mao donne à nouveau son soutien au début de 1968 aux groupes révolutionnaires. Afin d'éviter l'écrasement des gardes rouges, des milliers d'ouvriers sont envoyés à l'université de Pékin pour désarmer les factions et rétablir l'autorité. On dit alors que « la classe ouvrière doit diriger en tout » et que « les ouvriers resteront longtemps et même toujours dans l'université ». Mao convoque Kuai Dafu, le chef des gardes rouges de l'université de Pékin. Ce débat clôt le mouvement des « gardes rouges ». Mao entame la reconstruction du parti.

### Déportation des gardes rouges (à partir de 1968)
En 1968, Liu Shaoqi et Deng Xiaoping sont éliminés du pouvoir, Zhou Enlai est toujours présent mais il s'est aligné sur Mao Zedong qui a retrouvé toute sa plénitude de dirigeant. De plus, l'armée lui apporte son soutien inconditionnel avec Lin Biao à sa tête. Mao peut gouverner comme bon lui semble.
Entre 1968 et 1980, près de 17 millions de jeunes urbains sont envoyés autoritairement à la campagne dont le noyau essentiel comprend 4 670 000 anciens gardes rouges déportés entre 1967 et 1969 . Ainsi, les gardes rouges disparaissent du paysage politique chinois. Entre 1968 et 1976, un million de Shanghaïens sont ruralisés de force. Les meneurs radicaux sont exécutés publiquement en avril 1968.
Le 9e congrès du PCC, réuni le 24 avril 1969, entérine la purge et la réorganisation du parti.

### Neuvième congrès du parti (avril 1969)
Un premier bilan de la révolution culturelle est tiré lors du neuvième congrès du Parti communiste chinois, réuni à Pékin du 1 au 24 avril 1969.
Parmi les 1 512 délégués, les trois quarts appartiennent à l'Armée populaire de libération, la « gauche maoïste y joue un rôle prédominant ». Le parti est confirmé dans son rôle dominant et la pensée de Mao Zedong est réintroduite comme le « fondement théorique du parti ». Au sein du 9e Politburo du PCC, le successeur de Mao est désigné avec Lin Biao. Ce dernier lors de son intervention reprend les critiques contre les anciens dirigeants déchus et « célèbre la victoire de la révolution culturelle ». Ye Qun, épouse de Lin Biao, accède aussi au bureau politique. Le sinologue Simon Leys considère que son accession avec comme seule raison d'être mariée à Lin Biao est la preuve de la « décadence du régime ».
Le nouveau bureau politique est bien loin d'être uni. Trois factions s'y opposent, recevant chacune à son tour le soutien de Mao Zedong. Lin Biao avec Chen Boda, Zhou Enlai avec le soutien des pragmatiques civils et militaires et enfin Jiang Qing soutenue par le « groupe de Shanghaï » qui deviendra ultérieurement la bande des Quatre. Ces tendances prennent tour à tour la direction du régime communiste jusqu'à la mort du Grand Timonier en 1976.

## Retour à l'ordre (1969-1976)

### Élimination de Lin Biao (1970-1971)

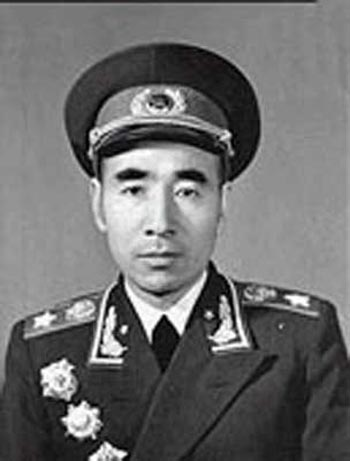
Le maréchal Lin Biao, désigné comme successeur officiel de Mao en 1969.

Après avoir été confirmé comme successeur de Mao, lors du 9e Congrès du parti, Lin Biao se mobilise pour la restauration de la position de président de la République, qui avait été abolie par Mao en 1968 à la suite du retrait de Liu Shaoqi. Le but de Lin Biao était de devenir vice-président tandis que Mao aurait été président.
Cependant, il devient de plus en plus impopulaire dans l'armée et se heurte à l'hostilité de Zhou Enlai. Chen Boda (allié de Lin Biao) propose en août 1970, lors du plénum de Lushan, le rétablissement du poste de la présidence de la République. Mao, qui n'en veut pas, élimine Chen Boda et se met à soupçonner Lin Biao de vouloir hâter la prise de succession. Lin Biao est mis en minorité.
L’histoire officielle dit que Lin Biao tenta un coup d’État et qu'à la suite de son échec il s’enfuit avec sa famille vers l’Union soviétique, le 13 septembre 1971. En route, l’avion se serait écrasé en Mongolie, tuant tous ses occupants. Sa mort et les circonstances qui l'entourent ne furent cependant dévoilées par la presse chinoise qu’en 1972.
Une fois Lin Biao et ses partisans éliminés, la lutte s'intensifie entre les « idéologues » de la bande des Quatre emmenés par Jiang Qing et les « pragmatiques » rassemblés autour de Zhou Enlai.

### Les pragmatiques agissent
Zhou Enlai est atteint d'un cancer et doit être hospitalisé à de nombreuses reprises. Il passe peu à peu la main à Deng Xiaoping. En avril 1973, ce dernier réapparaît en public. Puis il est élu au bureau politique en août 1973.

### Mao soutient la bande des Quatre
Mao divise pour régner et soutient les idéologues de la bande des Quatre. Contre toute attente, Lin Biao est alors qualifié de « droitier », et non pas de gauchiste. Une campagne se prépare contre lui, accusé de s'être servi des idéaux réactionnaires de Confucius. Hu Shi, Schubert ou Beethoven sont intégrés aux critiques.
Lors du 10e Politburo du Parti communiste chinois en 1973, les membres de la bande des Quatre (Zhang Chunqiao, Jiang Qing, Yao Wenyuan, et Wang Hongwen) sont promus à des postes importants. Ils interviendront « contre le rétablissement du capitalisme sous toutes ses formes ». Pour critiquer l'action de Zhou Enlai et Deng Xiaoping, la bande des Quatre utilise même le roman du XVIe siècle Au bord de l'eau, qui met en scène les aventures de bandits d'honneur aux prises avec les mandarins locaux.

### Campagne contre Confucius (1973 - 1974)

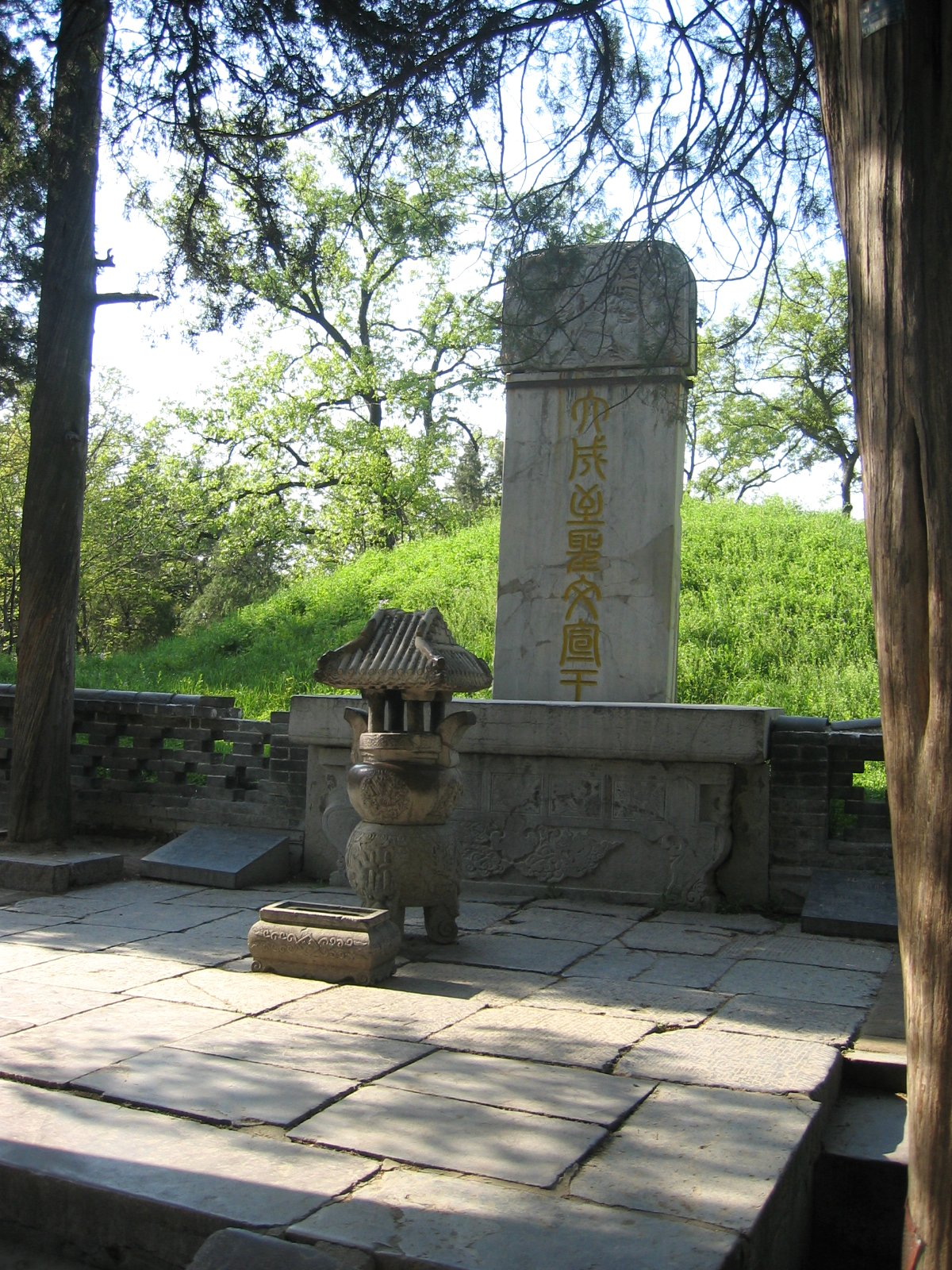
Tombe de Confucius à Qufu, qui souffrit des attaques des gardes rouges en 1966 au début de la révolution culturelle.

Le mouvement se présente dans un premier temps comme une nouvelle attaque contre les valeurs traditionnelles et en particulier contre l'idéalisme et l'humanisme confucéens accusés de fonder l'élitisme au détriment des valeurs du travail manuel. Mais dès la publication de l'article de Yang Rongguo, il apparaît que cette campagne est inspirée par les idéologues radicaux avec pour cible Zhou Enlai et la politique de remise en marche de l'économie, de l'éducation et de l'administration engagée à partir de 1970. À l'automne 1973, les radicaux perdent le contrôle des campagnes et Zhou Enlaï peut alors « critiquer et rejeter l'héritage de la révolution culturelle » et met à son tour en accusation les radicaux. Mao et la bande des Quatre perdent du pouvoir au sein du parti. C'est pourquoi ils décident d'engager une « Campagne pour l’étude de la dictature du prolétariat » pour essayer de relancer la révolution culturelle (« nivellement des salaires, interdiction de l’agriculture privée, élimination des éléments bourgeois »). En 1973, Zhang Tiesheng rend une copie blanche à un examen universitaire, indiquant n'avoir « aucun respect pour les rats de bibliothèque qui ont eu la vie facile ». Cette posture sera appréciée des autorités maoïstes qui utiliseront son cas dans leur propagande. Il sera élu député à l'Assemblée nationale populaire en 1975.

### Dernier acte (1976)
Zhou Enlai décède le 8 janvier 1976. Dès le 3 février, à la faveur des affrontements entre les partisans de Deng Xiaoping et de Jiang Qing, le ministre de l'intérieur Hua Guofeng prend le pouvoir et devient premier ministre. Irrités par une campagne qui débute contre Zhou Enlai, des milliers de manifestants se rassemblent sur la place Tian'anmen le 4 avril, pour déposer des fleurs et lire des poèmes en mémoire du défunt. Des textes s'attaquent à l'« impératrice rouge » Jiang Qing et à ses proches. Des scènes similaires se produisent dans d'autres villes du pays dont Nankin. La police et la milice de Jiang Qing chargent les manifestants qui doivent se replier de la place. Deng Xiaoping est de nouveau purgé, il est démissionné du bureau politique le 7 avril. Il quitte alors Pékin et se réfugie dans le sud du pays sous la protection d'un chef militaire qui lui est favorable.
À partir du 15 juin 1976, Mao, atteint par la maladie de Charcot, cesse de parler et agonise. Quand il disparaît le 9 septembre, Hua Guofeng préparait un coup d'État contre Jiang Qing, et Jiang Qing contre Hua Guofeng. Ce dernier reçoit le soutien de l'armée alors que Jiang Qing s'appuie sur les médias et la milice. Cette dernière perd la partie. Les membres de la bande des Quatre sont arrêtés le 7 octobre 1976 par Wang Dongxing rallié à Hua Guofeng et commandant du Régiment spécial 8341 assurant la garde rapprochée de Mao. La milice se rend pratiquement sans combattre, la population soutenant l'arrestation de l'« impératrice rouge ». On assiste à l'alliance des « cadres purgés » par la révolution culturelle, dont les huit immortels du Parti communiste chinois, avec les cadres toujours en place qui ont choisi une « issue modérée » et avec les élites urbaines.
Deng Xiaoping revient ; il sera officiellement réhabilité en juillet 1977.

## Conséquences et influence
Pour l'historien chinois Tu Wei-ming l'absence de recherches en Chine sur les grands événements du XXe siècle, comme la révolution culturelle ou la répression du 4 juin 1989, et la transformation du « passé en récit hagiographique » permet de masquer la « vacuité idéologique du parti et la fragilité du système politique ». L'historien britannique Rana Mitter (en) indique que la nécessaire mémoire s'est développée lors de la démocratisation des gouvernances en « Allemagne de l’Est, à Taïwan ou dans l’Afrique du Sud postapartheid ». Pourtant, il existe quelques travaux de recherche et des témoignages rédigés par des Chinois hors du contrôle du régime communiste, à Hong Kong et à Taiwan, mais aussi sur le continent.

### Crise humanitaire

#### Pertes humaines

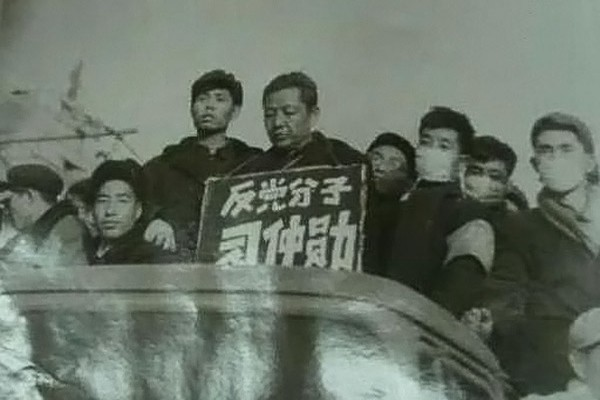
Une séance de lutte de Xi Zhongxun, le père de Xi Jinping (septembre 1967). Xi Zhongxun a été qualifié d'« élément anti-Parti ». Cependant, depuis la fin de 2012, Xi Jinping et ses alliés ont tenté de minimiser le désastre de la Révolution culturelle et ont inversé de nombreuses réformes depuis la période Boluan Fanzheng, suscitant l'inquiétude d'une nouvelle révolution culturelle,,.

Les estimations du nombre de morts dans la révolution culturelle varient considérablement, allant de centaines de milliers à 20 millions,,,,,,. En outre, en août 1975, l'effondrement du barrage de Banqiao et de 61 autres barrages, parfois considérée comme la plus grande catastrophe technologique du monde, a entraîné la mort de 85 600 à 240 000 personnes,,.
- Selon un livre (交锋 - 当代中国三次思想解放实录) publié par la presse du Quotidien du Peuple en 2011 ainsi que d'autres documentations[69], Ye Jianying, l'un des dix généraux supérieurs (Yuan shuai (en)), premier vice-président du Parti communiste chinois puis chef d'État de 1978 à 1983, affirmait que « 20 millions de personnes sont mortes, 100 millions de personnes ont été persécutées et 80 milliards de yuans ont été gaspillés pendant la révolution culturelle » ; il l'a déclaré lors d'une conférence de travail du Comité central du Parti communiste chinois le 13 décembre 1978[2],[3],[70],[71],[72].
- Selon Rudolph J. Rummel de l'université d'Hawaï, 7 731 000 personnes sont mortes lors de la Révolution culturelle, soit 96 personnes pour 10 000 habitants[73].
- Pour l'historien chinois Song Yongyi, l'opinion selon laquelle les massacres et la violence de la révolution culturelle se produisirent essentiellement en 1966 et 1967 est couramment admise ; or c'est en 1968 que les massacres et les violences furent perpétrés après la mise en place des comités révolutionnaires. Les assassins étaient pour la majorité des « militaires, des miliciens armés et des apparatchiks du parti »[74]. Song Yongyi avance le nombre de 3 millions de morts[75].
- Jean-Luc Domenach retient un bilan minimal d'un million de morts, mais relève qu'il n'est « guère significatif, certes, car une grande partie ont été victimes de batailles de factions » et souligne plutôt que « la révolution culturelle, aussi violente qu'elle ait été, a été moins tachée de sang que de larmes. Elle a désespéré plus qu'elle n'a tué ou enfermé. Dans l'histoire de la répression en Chine, elle n'est pas l'épisode le plus terrible. Les premières campagnes de répression des années 1949-1952 ont été bien plus meurtrières, mais c'est la révolution culturelle qui fait scandale » : le nombre symbolique de cent millions de personnes victimes d'enquêtes, de perquisitions, interrogatoires et autres formes de « luttes » affirmé par le groupe contestataire Li Yizhe en 1974 est invérifiable mais désigne un ordre d'idée[76].

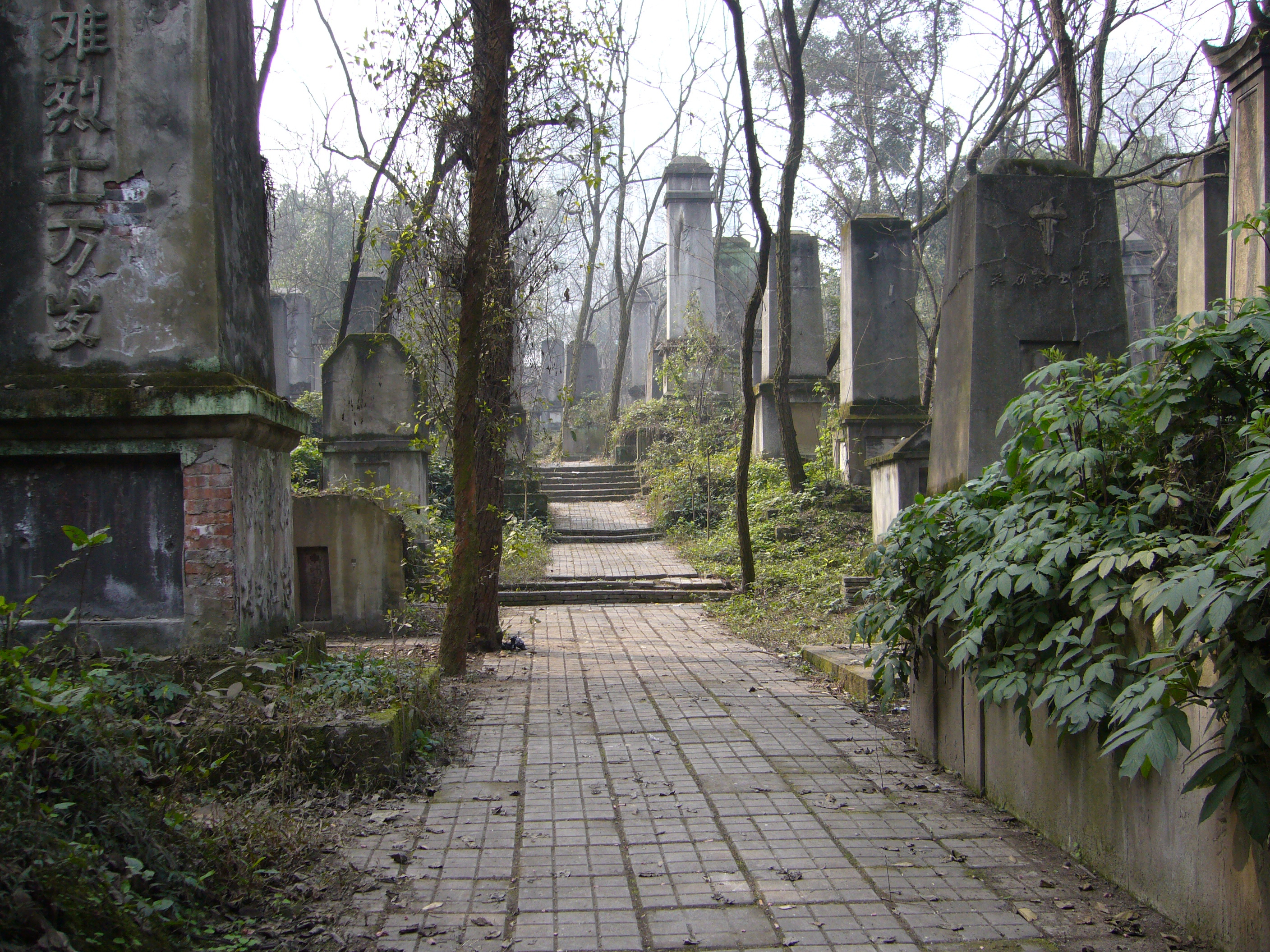
Le cimetière de la révolution culturelle à Chongqing, en Chine. Au moins 1700 personnes ont été tuées dans cette ville lors d'affrontements entre factions (Wudou), dont 400 à 500 ont été enterrées dans ce cimetière.

- Le cimetière de la révolution culturelle à Chongqing, en Chine. Au moins 1 700 personnes ont été tuées dans cette ville lors d'affrontements entre factions (Wudou (en)), dont 400 à 500 ont été enterrées dans ce cimetière[77].L'écrivain chinois Wang Youqin (王友琴) indique que la majorité des victimes trouvèrent la mort sur leurs lieux de vie et non dans des camps. Il s'agissait des sessions de lutte et ces assassinats permettaient d'« obtenir la soumission de la population par la terreur ». À partir de 1978, le régime chinois réhabilite les victimes mais sans donner le nom de celles-ci à l'exception des hauts cadres communistes. De plus les archives ne furent pas ouvertes aux historiens et universitaires. Wang a constaté des victimes sur l'ensemble des lieux de travail qu'il a étudiés. Ainsi, il estime le nombre de victimes en millions en extrapolant le % de celles qu'il a découvert sur les sites de travail étudiés, à l'ensemble de la population chinoise active[78].

- Dans le même ordre d'idées, Jean-Louis Margolin insiste également d'une autre manière sur l'impact symbolique de la révolution culturelle en soulignant dans le Livre noir du communisme qu'au-delà du nombre de victimes, qu'il affirme de l'ordre de 400 000 à un million de morts, la révolution culturelle a frappé le monde et reste dans les mémoires avant tout « par le radicalisme extrême de son discours et de quelques-uns de ses actes, mais aussi parce qu'elle se concentrait sur les milieux politiques et intellectuels, et ceci à l'ère de la télévision à qui elle sut offrir de superbes images de cérémonies publiques bien huilées et pleines d'une touchante ferveur[79] »

#### Massacres et cannibalisme

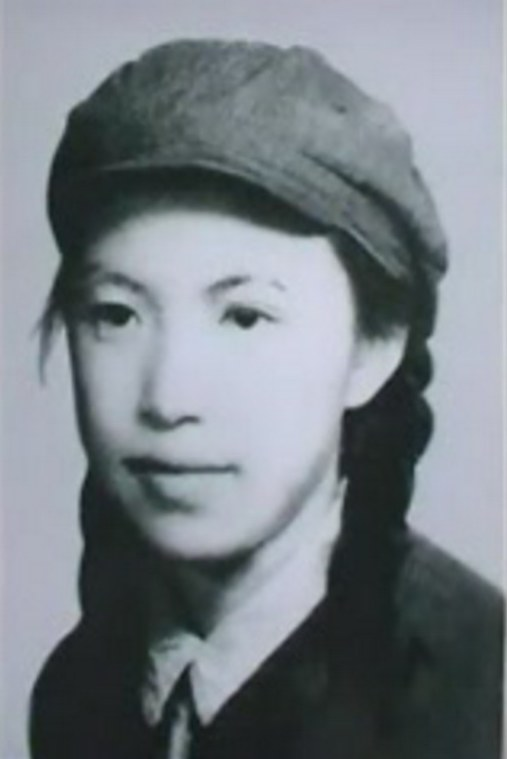
L'étudiante Lin Zhao condamnée après la campagne des Cent Fleurs et exécutée en 1968

Pendant la révolution culturelle, des massacres ont eu lieu à travers la Chine, notamment le massacre de Guangxi (avec cannibalisme massif), la purge de Mongolie-Intérieure, le massacre de Guangdong, le cas d'espionnage de Zhao Jianmin, le massacre de Daoxian, le massacre de Shadian, et le massacre de Pékin (août rouge). Les universitaires chinois ont estimé qu'au moins 300 000 personnes sont mortes dans ces massacres,,.
Ces massacres étaient principalement dirigés par les branches locales du Parti communiste, les agences gouvernementales, les milices et même les militaires. La plupart des victimes des massacres étaient des membres des « cinq catégories noires » ainsi que leurs enfants et des membres d'organisations antigouvernementales. Les massacres dans le Guangxi et le Guangdong ont été parmi les plus graves. Dans le Guangxi, les documents officiels d'au moins 43 comtés ont enregistré des massacres locaux, 15 d'entre eux enregistrant un nombre de morts supérieur à 1 000; dans le Guangdong, au moins 28 comtés signalent des massacres locaux, 6 d'entre eux faisant plus de 1 000 morts.
- Le cannibalisme a été pratiqué dans certains endroits en Chine durant le massacre de Guangxi. C'est notamment le cas au Guangxi, mais aussi dans le Sud du Hunan. Le cas du Guangxi a été documenté par l'écrivain chinois Zheng Yi, lors d'une enquête menée dans cette province en 1986 et 1988 sur des événements survenus en 1968[85]. Le résultat de cette investigation publié sous le titre de Stèles rouges : du totalitarisme au cannibalisme[86] est accablant pour les autorités locales, qui ont laissé faire[87]. Zheng Yi décrit des scènes de cannibalisme et affirme qu'au moins 10 000 personnes sont tuées et mangées durant cette période[88]. Ce nombre est à mettre en relation avec les 100 000 morts estimées au total dans le Guangxi[89],[90].
- Dans la région autonome de Mongolie-Intérieure, une campagne massive d'« extirpation » d'un hypothétique « parti mongol » indépendantiste et clandestin, parti qui aurait été dirigé par Ulanhu, a donné lieu à une immense purge entre novembre 1967 et mai 1969. Selon les statistiques officielles ultérieures, 340 000 personnes ont été arrêtées, 16 222 tuées. Les chiffres fournis par les victimes font état de plus de 50 000 morts[91]. Si les autorités ont attribué par la suite, dans un rapport officiel datant de 1980, la responsabilité de ces événements à Lin Biao, Kang Sheng et la bande des Quatre, les véritables responsables, dirigeant le « comité révolutionnaire de Mongolie-intérieure », ont en réalité agi à l'initiative du gouvernement central et ensuite bénéficié de la protection du gouvernement de Deng Xiaoping[92],[93].
- Le massacre de Shadian a eu lieu en 1975 dans le village de Shadian, commune de Jijie, district de Mengzi, au Yunnan. L'Armée populaire de libération, chargée de la « pacification » bombarde le village avant d'y pénétrer, en tirant sur les habitants. Il n'existe pas de chiffres certains du nombre de tués, estimés cependant à un millier[94],[95].

#### Affrontements entre factions et purges politiques

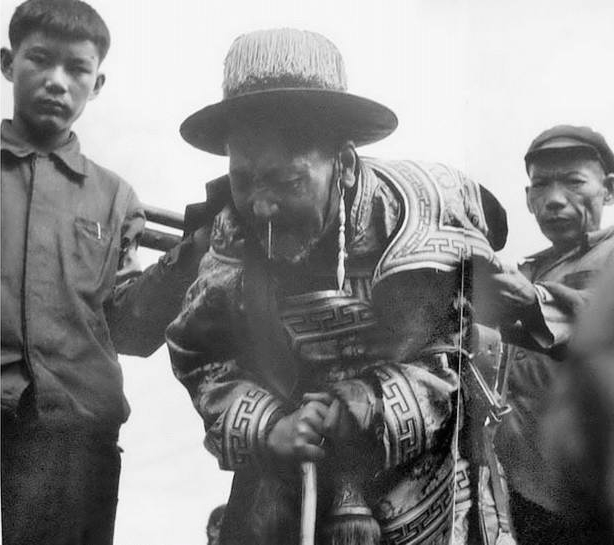
Séance de lutte de Sampho Tsewang Rigzin du Tibet.

Les affrontements entre factions, ou « Wudou (en) », étaient des conflits entre factions (principalement parmi les gardes rouges) qui ont commencé à Shanghai et se sont ensuite étendus à d'autres régions de la Chine. Il a amené le pays à l'état de guerre civile,. Les armes utilisées dans les conflits armés comprenaient quelque 18,77 millions (certains disent 1,877 million) d’armes à feu, 2,72 millions de grenades, 14 828 canons, des millions d’autres munitions et même des voitures blindées et des chars. Les chercheurs ont souligné que le nombre de morts dans les « Wudou » variait de 300 000 à 500 000, tandis que certains documents du Parti communiste chinois ont révélé que 237 000 personnes avaient été tuées,,. En outre, plus de 7 030 000 personnes ont été blessées ou même paralysées à vie.
De plus, des millions de personnes en Chine ont été violemment persécutées, en particulier lors des « séances de lutte ». Certaines personnes n'ont pas pu supporter la torture et se sont suicidées par la suite. Les chercheurs ont souligné qu'au moins 100 000 à 200 000 personnes se sont suicidées au début de la révolution culturelle,.
Dans le même temps, plusieurs purges politiques massives ont également eu lieu. De 1968 à 1969, le « nettoyage des rangs de classe (en) » a eu lieu, qui a entraîné la mort d'au moins 500 000 personnes,. D'autres purges politiques massives se sont poursuivies dans les années 1970.
- Lors de ces purges, dans le « cas d'espionnage de Zhao Jianmin » du Yunnan, par exemple, plus de 1,387 million de personnes ont été impliquées et persécutées, ce qui représentait à l'époque 6 % de la population totale du Yunnan; de 1968 à 1969, plus de 17 000 personnes sont mortes dans les massacres tandis que 61 000 personnes sont devenues infirmes à vie[83],[100].

- En novembre 1966, les gardes rouges, principalement tibétains, issus de certaines universités de Pékin, arrivent au Tibet. Combinant souvent leur travail révolutionnaire à des séjours dans leur famille, ils propagèrent la révolution culturelle aux villages et herbages de tout le plateau tibétain[101],[102]. Le journaliste Pierre-Antoine Donnet affirme que dès 1966, les gardes rouges détruisirent de façon systématique, méthodique, calculée, planifiée et totale la civilisation tibétaine[103]. Selon l'écrivain chinois Wang Lixiong, les autorités au Tibet ont souvent essayé de réfréner les actions radicales, ainsi l'armée populaire de libération a systématiquement soutenu les factions les plus conservatrices contre les rebelles. Les temples et les monastères ont survécu le mieux dans les zones et villes non périphériques où les autorités étaient encore en mesure de faire plus ou moins régner l'ordre[104].

### Religions

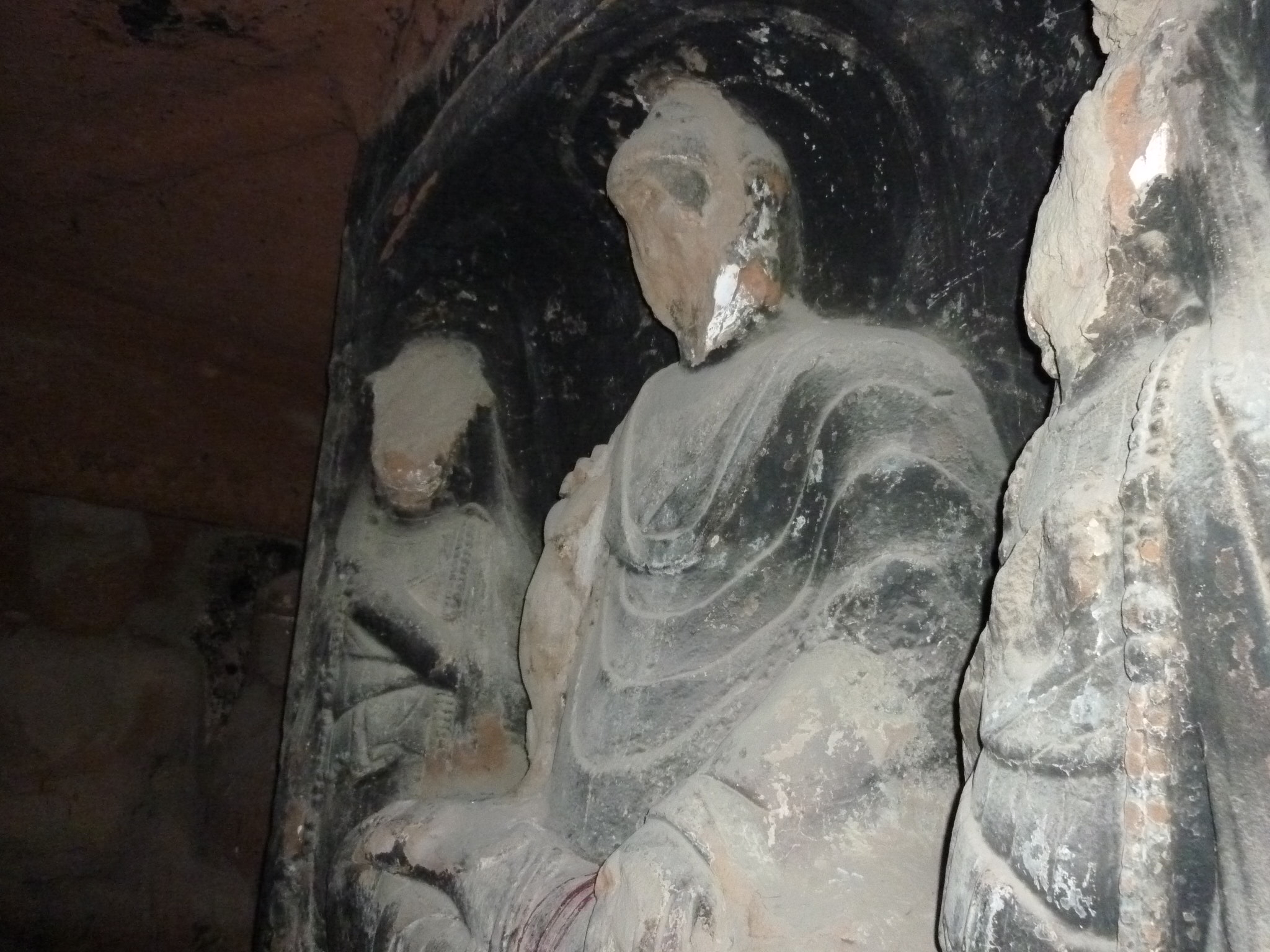
Sculptures du Bouddha mutilées pendant la révolution culturelle.

La révolution culturelle réprime toutes les formes de croyance religieuse,.
Dans son ouvrage Mémoire interdite. Témoignages sur la révolution culturelle au Tibet, l'auteure Tsering Woeser veut comprendre pourquoi des temples comme le Jokhang ont été saccagés par les jeunes gardes rouges, comprenant des Han, mais aussi une majorité de Tibétains, venus de Pékin ou des lycées de Lhassa. Woeser explique : « Les plus jeunes, souvent, croyaient vraiment à la propagande de Mao. Elle était efficace et, d'ailleurs, on y a cru dans le monde entier. Mais on s'aperçoit aussi combien de gens n'avaient pas le choix : ils participent parce qu'ils ont peur. Parce que c'est la seule manière de survivre ».
À Pékin, les églises chrétiennes sont fermées, les religieux chinois emprisonnés et les religieux étrangers expulsés. Des prêtres catholiques qui refusent d'abjurer leur foi sont emprisonnés, torturés et exécutés.

### Sexualité
L’asexualité révolutionnaire atteint son paroxysme pendant la révolution culturelle. Ainsi dans les Huit opéras modèles, il n’existe pas de représentation de rapports amoureux ou sexuels. Le sexe est banni. Une part significative des attaques des gardes rouges portent sur l’adultère et des comportements qualifiés d’immoraux. Plus tard, lors du mouvement d'envoi des zhiqing à la campagne, la majorité de ces derniers se voient refuser la possibilité de mariage et de relations amoureuses. Toutefois dans certaines régions des concubinages sont tolérés. Le mariage est encadré politiquement notamment avec une enquête (zuzhi shencha) sur les deux prétendants notamment au regard de leur origine de classe.

### Culte de la personnalité
Pendant la révolution culturelle, les journées doivent commencer par trois saluts devant un portrait de Mao Zedong. Puis les Chinois chantent l'hymne national et se consacrent à la lecture du Petit Livre rouge. Lors de la pause du midi, le Grand Timonier est remercié pour sa bonté. Le soir, après une autocritique de chacun pour ses activités de la journée, les tâches et les bonnes résolutions du lendemain sont présentées. Dans la journée des fanfares peuvent annoncer les « dernières instructions du Président Mao ». Les activités doivent alors s'arrêter et les travailleurs écoutent les haut-parleurs déversant la bonne parole.
Lors de la révolution culturelle, le très officiel portrait de Mao Zedong de la place Tian'anmen est diffusé à travers le pays à deux milliards deux cents millions d'exemplaires.

### Arts
Tous les anciens spectacles de théâtre, opéras, musique et de cinéma sont interdits, les salles de spectacles sont fermées. Pour remplacer ces « vieilleries », huit opéras et ballets sont institués. Le plus connu est La Légende de la lanterne rouge. La nouvelle vie culturelle du pays est organisée autour de cette production.
Des artistes sont assassinés ou mutilés : bras brisés pour les acrobates, doigts écrasés pour des pianistes. Ainsi la photographe Hou Bo est accusée d'être contre-révolutionnaire, Jiang Qing lui reprochant notamment ses photographies du président de la république populaire de Chine, Liu Shaoqi tombé en disgrâce. Elle est alors déportée dans un laogai.
À la fin des années 1970, apparaît la littérature des cicatrices.

### Repentances individuelles
Quelques témoignages individuels des acteurs de l'époque brisent la chape de plomb plaquée sur cette période de l'histoire chinoise.
En 1970, le jeune Zhang Hongbing, fanatisé par la révolution culturelle, dénonce sa mère, l'accusant d'avoir critiqué Mao Zedong. Celle-ci est alors arrêtée par des militaires après avoir été brutalisée. Elle est exécutée deux mois plus tard,.
Huang Nubo publie sous le pseudonyme de Ying Luo : Le gène du garde rouge. Souvenirs de la révolution culturelle. Il s'y présente à la fois victime et coupable. Il décrit son embrigadement progressif, montre le cadavre de son père abandonné sur un tas d'ordures, sa mère mendiante. Il évoque ce « gène du garde rouge » qui le marque à vie.
Chen Xiaolu, fils du maréchal Chen Yi, l'un des fondateurs de la République populaire, fut le premier prince rouge à regretter son comportement à l'époque. Ancien garde rouge, il a exprimé ses regrets pour son implication dans la « tragédie de la révolution culturelle »,. Song Binbin, fille de Song Renqiong un des huit immortels du Parti communiste chinois, était une des élèves de l'école de Pékin pour jeunes filles de l'élite communiste. Elle a demandé pardon, en 2014, pour ses actes commis pendant la révolution culturelle. Toutefois elle affirme ne pas avoir participé à l'assassinat de Bian Zhongyun le 5 août 1966 (une des premières victimes de la révolution culturelle) mais concède de ne pas s'y être opposée. C'est Song Binbin qui le 18 août 1966, devant des milliers de jeunes réunis sur la place Tiananmen, remit le brassard de garde rouge au président Mao Zedong.
Très peu de gardes rouges ont pris la décision d'expliquer leurs attitudes et d'assumer cette période, préférant se protéger dans le silence.

### Condamnations
L'ancienne Garde rouge Nie Yuanzi considère que le Parti communiste chinois est responsable de la révolution culturelle. En effet en 1966, aucun membre du comité central ne s'est opposé à celle-ci. Donc la « responsabilité de ce désastre » ne relève pas de la seule bande des Quatre, contrairement aux allégations du parti en 1980.
Le 16 mai 2016, date du 50e anniversaire du début de la révolution culturelle, les médias officiels chinois passent le sujet sous silence, et les discussions à son propos sur les réseaux sociaux chinois sont censurées.
Le 17 mai 2016, Le Quotidien du Peuple sort du silence. Dans son éditorial, le journal prend position contre la révolution culturelle : « L’histoire a bien montré que, dans la pratique comme dans la théorie, la révolution culturelle a été une erreur totale, en aucun cas elle n’est et ne peut être vue comme une révolution ou un progrès social »,.
Luo Diandian, la fille de Luo Ruiqing, ancien responsable de la sécurité publique éliminé au début de la révolution culturelle, réclame des excuses publiques des dirigeants chinois comme ce fut le cas pour les dirigeants allemands au nom des atrocités de l’Allemagne nazie.
En 2018, des reportages ont prétendu que la pratique du Fengqiao, typique de la révolution culturelle, où un village entier s’acharnait dans la critique d’un « contre-révolutionnaire », aurait recommencé dans quelques endroits en Chine.

## L’après-révolution (1977-1989)

### Invalider la révolution culturelle

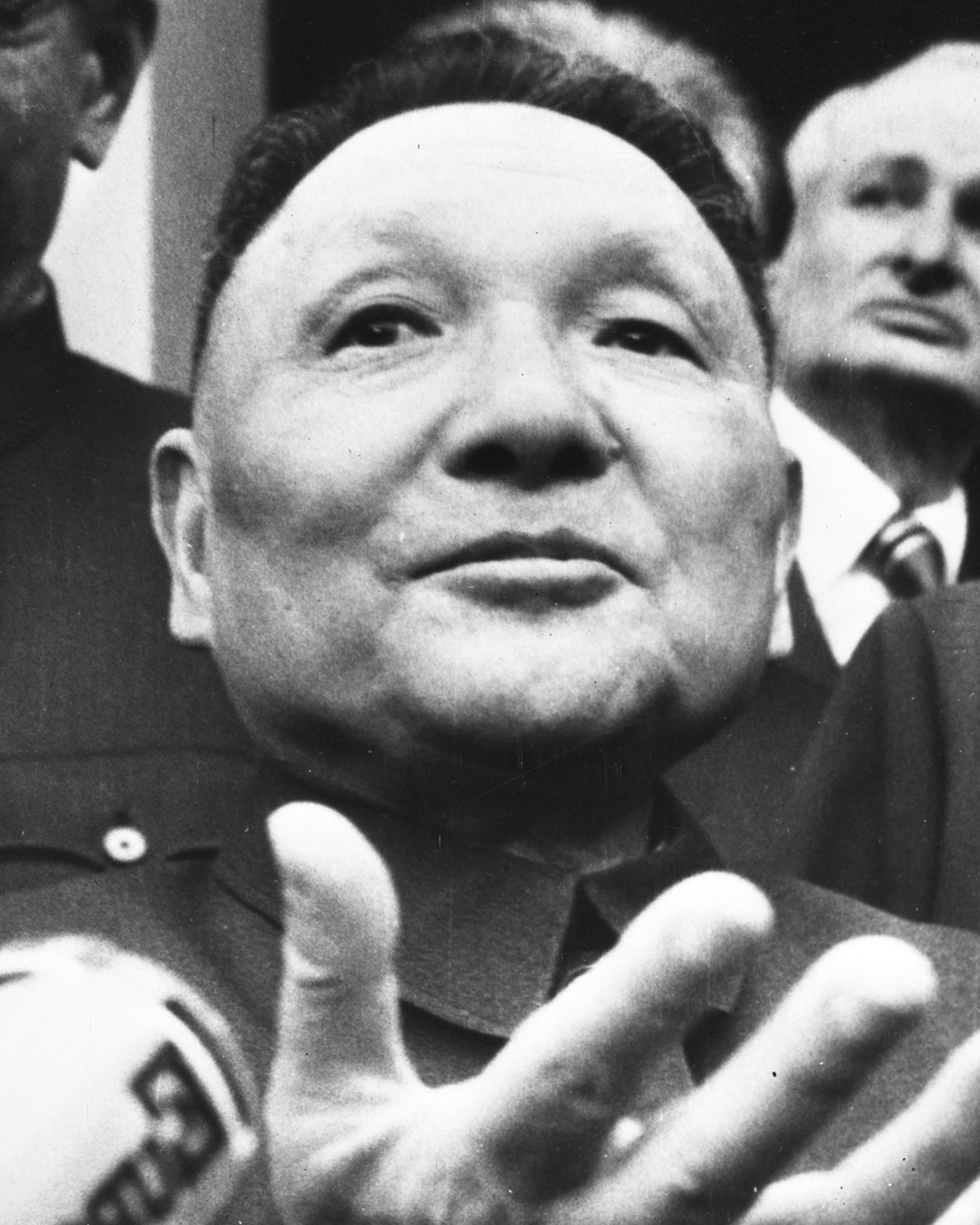
Deng Xiaoping

Après la fin de la révolution culturelle en 1976, Deng Xiaoping a proposé pour la première fois l'idée de « Boluan Fanzheng » en septembre 1977,. Le programme Boluan Fanzheng a corrigé les erreurs de la révolution culturelle et démantelé progressivement les politiques maoïstes associées à la révolution.
En décembre 1978, Deng Xiaoping est devenu le chef de file suprême de la Chine. En 1981, le Parti communiste chinois a déclaré que la révolution culturelle était « responsable du revers le plus grave et des pertes les plus lourdes subies par le Parti, le pays et le peuple depuis la fondation de la république populaire de Chine ».

### Réforme et ouverture
En décembre 1978, Deng Xiaoping est devenu le chef de file suprême de la Chine et a lancé le programme historique « Réforme et ouverture ». Deng réussit à rallier les paysans à cette alliance politique, grâce à la décollectivisation des terres. Celles-ci sont rendues aux paysans même si elles restent propriété théorique de l'État. Dès janvier 1979, dans la province du Sichuan, dirigée par Zhao Ziyang, une réforme des entreprises est engagée, les profits sont réhabilités et les entreprises d'état retrouvent une autonomie. En 1979 des zones économiques spéciales sont ouvertes, des entreprises étrangères peuvent s'y installer. En 1984 les communes populaires et autres structures collectivistes sont supprimées, la création d'entreprises privées est autorisée. Les déplacements de la population sont simplifiés, ce qui va conduire à une urbanisation rapide du territoire chinois.

### Suites politiques
Le réformiste Hu Yaobang est chargé de la réhabilitation des dirigeants du parti éliminés par Mao au cours de la révolution culturelle. Les intellectuels sont réhabilités par milliers. Les dirigeants du parti éliminés reprennent peu à peu leur place : Peng Zhen, Chen Yun, Bo Yibo… Les victimes décédées sont aussi réhabilitées : Peng Dehuai, Liu Shaoqi… En 1979 c'est au tour des « droitiers ». En 1980 Hu Feng est aussi réhabilité.
De novembre 1978 à mars 1979 se développe un mouvement de contestation qui demande davantage de liberté. Mais il est violemment réprimé. En octobre 1979 se tient la procédure du dissident Wei Jingsheng. Dans le parti s'opposent toujours des réformateurs et des conservateurs. En 1986 Hu Yaobang propose de séparer le parti de l'État, il est désavoué par Deng et démis de ses fonctions en 1987. L'alliance de 1976 éclate, les conservateurs écrasent les manifestations de la place Tian'anmen. Les réformateurs sont limogés dont le secrétaire général du Parti communiste chinois ; Zhao Ziyang.

## Analyses d'universitaires
Sur la nature de la révolution culturelle, plusieurs écoles de pensée ont vu le jour. Ainsi, selon Jin Qiu, Mao joua un rôle moteur au début du mouvement mais ce dernier, au fur et à mesure de son déroulement, s'écarta de façon très marquée de la vision utopique de son chef. La révolution culturelle s'avéra dans les faits un mouvement décentralisé et divers qui perdit peu à peu de sa cohésion, se muant en un grand nombre de « révolutions locales » qui différaient par leur nature et leurs buts.
Les rapports entre le mouvement et la personnalité de Mao ont également attiré l'attention d'universitaires. S'étant toujours vu comme chef de guérilla de temps de guerre, Mao éprouvait de la méfiance à l'égard des aspects bureaucratiques de la gouvernance en temps de paix. Avec la révolution culturelle, il revint à sa vocation d'origine, assumant à nouveau le rôle de chef de guérilla luttant contre la bureaucratie institutionnalisée du parti. Pour Roderick MacFarquhar et Michael Schoenhals (en), le mouvement n'est ni une guerre faite pour imposer la pureté idéologique ni une simple lutte de pouvoir visant à éliminer les rivaux de Mao. Ils estiment que la révolution culturelle se produisit à la suite d'une série de facteurs complexes : les rapports de la Chine avec le mouvement communiste mondial, des considérations géopolitiques, la brouille avec l'Union soviétique et les échecs du Grand Bond en avant. Le mouvement fut aussi, en partie, une tentative de consolider la place de Mao dans l'histoire, d'accroître le prestige dont il jouissait de son vivant et d'assurer la perdurance de ses idées après sa mort.
L'hystérie collective entourant la révolution culturelle fut sans précédent. Phillip Short soutient que cette dernière comportait des éléments apparentés à une forme de culte religieux. Mis au rang d'un dieu, Mao devint la référence suprême quant à la définition de la doctrine communiste. Cependant, le caractère abscons de ses écrits entraîna des conflits incessants quant à leur interprétation, les conservateurs comme les rebelles empruntant aux enseignements de Mao pour atteindre des buts divergents. Nombre de luttes de factions n'étaient pas sans ressembler à des guerres de religion, chaque camp se réclamant de la forme la plus authentique du maoïsme.
D'après Barbara Barnouin et Yu Changgen qui résument ainsi la révolution culturelle : « un mouvement politique qui engendra des divisions sociales sans précédent, la mobilisation des foules, l'hystérie, des soulèvements, une cruauté arbitraire, des tortures, des assassinats et même la guerre civile » ; à leurs yeux, Mao est « l'un des despotes les plus tyranniques du XXe siècle ».
Selon le sinologue Simon Leys : « La révolution culturelle, qui n’eut de révolutionnaire que le nom, et de culturelle que le prétexte tactique initial, fut une lutte pour le pouvoir menée au sommet entre une poignée d’individus, derrière le rideau de fumée d’un fictif mouvement de masse ».
Quelques années plus tôt, en 1967, dans un livre préfacé par Étienne Fajon, le correspondant de L'Humanité en Chine, Jean-Émile Vidal, formulait une analyse similaire : fanatisation et militarisation de groupes de jeunes, destinées à éliminer des militants du Parti communiste chinois, gênants, pour Mao-Tse Toung et Lin Piao. L'auteur y percevait un substitut au stalinisme plus caractérisé que le précédent, qui s'avéra selon lui préjudiciable pour le mouvement communiste international. Étienne Fajon estimait qu'on ne pouvait pas se taire, malgré le rôle de la Chine dans le combat contre l'« impérialisme américain » au Viet-Nam.
Pour Mobo Gao, professeur d'études chinoises à l'université d'Adélaïde (Australie), la majorité des Chinois considèrent, non sans nostalgie, l'ère de Mao comme le « bon vieux temps » et une période faste pour les travailleurs de l'agriculture et de l'industrie. Cette vision est contraire à celle que le parti communiste chinois et l'intelligentsia chinoise ont de la révolution culturelle, vision qui est reprise par les médias occidentaux et la plupart des chercheurs.